# Phúc Âm Gioan
Phúc âm Gioan (theo cách gọi của Công giáo) hay Phúc âm Giăng (theo cách gọi của Tin lành) (tiếng Hy Lạp: Εὐαγγέλιον κατὰ Ἰωάννην, chuyển tự Latinh: Euangélion katà Iōánnēn) là Sách Phúc Âm cuối cùng trong số bốn sách Phúc âm của Kinh Thánh Tân Ước. Phúc âm Gioan được hoàn thành vào khoảng cuối thế kỷ thứ nhất SCN và theo truyền thống được gán cho tác giả là Gioan Tông đồ nhưng ngày nay đây vẫn là vấn đề còn được tranh luận.
Như ba sách Phúc âm Nhất lãm, phúc âm Gioan viết về những việc làm và lời dạy dỗ của Chúa Giêsu. Tuy nhiên Phúc âm Gioan có một nét khác hẳn với Phúc âm Nhất lãm. Trên thực tế, hầu như không có những đoạn được nhắc lại trong Phúc âm Nhất lãm, trừ tường thuật về sự thương khó của Chúa Giêsu.
Chủ ý của Phúc âm Gioan như được khẳng định tại Chương 20, Câu 31 là "để anh em tin rằng Đức Giêsu là Đấng Kitô, Con Thiên Chúa, và để nhờ tin mà được sự sống nhờ danh Người." Phúc âm Gioan chủ yếu nhắm đến niềm tin vào Chúa Giêsu, là Đấng Kitô và là Con Thiên Chúa, và vào sự sống vĩnh cữu mà niềm tin này đem lại cho con người.

## Tác giả
Phúc âm Gioan cũng như các sách Phúc âm khác đều là tác phẩm khuyết danh. Những thắc mắc về nguồn gốc của Phúc âm Gioan, nhất là về tác giả và tương quan của Phúc âm này với các Phúc âm Nhất lãm đã là chủ đề bàn cãi trong Kitô giáo xưa. Chương 21, Câu 24-25 có nhắc đến người môn đệ Chúa yêu đã viết Phúc âm này "Chính môn đệ này làm chứng về những điều đó và đã viết ra. Chúng tôi biết rằng lời chứng của người ấy là xác thực. Còn có nhiều điều khác Đức Giêsu đã làm. Nếu viết lại từng điều một, thì tôi thiết nghĩ: cả thế giới cũng không đủ chỗ chứa các sách viết ra."  Kể từ nửa cuối thế kỷ thứ II SCN, một truyền thống đã gán cho tác giả Phúc âm Gioan là Gioan Tông đồ nhưng sự quy kết này đã bị nghi ngờ lần đầu tiên từ năm 1820 khởi đầu với Karl Gottlieb Bretschneider về người môn đệ Chúa yêu này là ai và kể từ đó đây trở thành vấn đề được tranh luận sôi nổi. Năm 1998, linh mục Raymond E. Brown trình bày lập trường của Ủy Ban Kinh Thánh Giáo Hoàng rằng vào năm 1907 Ủy Ban Kinh Thánh Giáo Hoàng từng tuyên bố Tông đồ Gioan là tác giả sách Phúc âm nhưng hiện nay không có lập trường Công giáo khép kín về việc xác định xác định tác giả Phúc âm Gioan hoặc các Phúc âm khác.
Các học giả trong việc xác định tác giả Phúc âm Gioan dựa vào các chứng cứ ngoại tại tức truyền thống tông đồ của sách phúc âm hoặc nghiên cứu những chứng cứ nội tại, tức là chính nội dung của sách phúc âm. Một cách chung ngày nay càng có nhiều tác giả cho rằng chỉ dựa vào truyền thống thì không có đủ bằng chứng thuyết phục để đồng hóa người môn đệ Chúa yêu với Gioan tông đồ và các nhà chú giải thường thống nhất với nhau rằng Gioan Tông đồ không phải là người đã viết ra cuốn sách với một nền thần học cấp cao như vậy nhưng một môn đệ của ông, người môn đệ Chúa yêu đã viết ra sách phúc âm này. Có thể kết luận Phúc âm Gioan được biên soạn trong nhiều giai đoạn khác nhau với nhiều tác giả khác nhau, và nhóm chịu trách nhiệm biên soạn Phúc âm này thuộc Trường phái Gioan.

### Chứng cứ ngoại tại
Thánh Irênê, vào cuối thế kỷ thứ II đã nói khá rõ Gioan, vị tông đồ của Đức Chúa Giêsu đã viết ra Phúc âm thứ IV, khi ngài sống ở Êphêsô. Đối với Irênê, Ngài tự giới thiệu mình là người môn đệ của Pôlycarpô, đã nói về Pôlycarpô như là một người đã có các tương quan trực tiếp với Gioan Tông đồ và các người môn đệ khác của Chúa Giêsu thì tác giả Phúc âm là con của ông Dêbêđê. Eusebius dẫn chứng Pôlycarpô, Clêmentê thành Alexandria và Canon Muratori cũng xác nhận điều này. Vì sự nổi bật của Gioan trong Phúc âm Nhất Lãm và Sách Công vụ Tông đồ, cùng với việc ông được đề cập với một tên gọi khác trong Phúc âm Gioan (Ga 21, 2) thì đây có vẻ là một kết luận hợp lý. Vào thời đại này khuynh hướng gán sách phúc âm cho một trong nhóm 12 tông đồ đang rất mạnh, dù có một số người dè dặt hơn.
Tuy nhiên một trong những khó khăn mà lập trường này gặp phải là không có một chứng cứ nào cho thấy thánh Gioan tông đồ đã sống ở Êphêsô vào cuối thế kỷ I. Việc Irênê đồng hóa Gioan tông đồ với người môn đệ Chúa yêu thì cũng không chắc đây là Gioan con ông Dêbêđê vì thời đó tước hiệu tông đồ được hiểu theo nghĩa rộng, chính Irênê cũng gọi 72 môn đệ trong Phúc âm Luca là tông đồ. Ngoài ra, mối bận tâm của Irênê về tác giả phúc âm không mang tính khoa học như ngày nay, việc ông khẳng định Gioan, môn đệ của Chúa là tác giả phúc âm thứ IV nhằm tạo uy thế cho phúc âm này được Hội Thánh đón nhận vào các sách quy điển Tân Ước khi vào thời điểm cuối thế kỷ thứ II có nhiều giáo đoàn không nhìn nhận Phúc âm thứ IV là sách thánh vì các nhóm nhóm ngộ đạo thường trích dẫn tác phẩm này và ngôn ngữ khác với ba quyển phúc âm kia.
Ngoài ra, Giám mục Papias có nhắc đên hai Gioan khác nhau: Gioan tông đồ và Gioan kỳ mục và tình trạng tài liệu thế kỷ thứ II-III không đủ bằng chứng chắc chắn để khẳng định Gioan tông đồ hay Gioan kỳ mục là tác giả Phúc âm thứ IV.

### Chứng cứ nội tại
Trong phúc âm thứ IV, không có một dấu hiệu nào cho phép khẳng định rằng tác giả là Gioan Tông đồ. Tên của vị tông đồ Gioan không hề được nhắc đến trong Phúc âm thứ IV. Các người con của ông Dêbêđê chỉ được nói đến ở Chương 21, Câu 2 và qua Phúc âm Nhất Lãm mới biết đó là Giacôbê và Gioan. Phúc âm thứ IV cũng được viết bằng ngôn ngữ Hy Lạp và mang nhiều yếu tố thần học phức tạp, nên khó có thể là tác phẩm của một người xuất thân chỉ là ngư dân như Gioan Tông đồ. Tuy nhiên trong Phúc âm thứ IV có một tương quan rất thân thiết giữa Phêrô và người môn đệ Chúa yêu và mối tương quan thân thiết này chỉ đến tông đồ Gioan, người luôn luôn xuất hiện chung với Phêrô trong Phúc âm Nhất Lãm (cũng như Sách Công vụ Tông đồ (Cv 3, 3-4)). Hơn nữa, người môn đệ Chúa yêu đã có mặt trong bữa tiệc ly (Ga 13, 23) và bữa tiệc này chỉ dành cho nhóm 12 tông đồ theo Phúc âm Maccô (Mc 14, 17).

## Niên biểu và địa điểm soạn thảo
Về niên biểu biên soạn, không thể xác định một niên biểu chính xác vì Phúc âm Gioan đã trải qua một tiến trình hoàn chỉnh lâu dài. Bản văn Phúc âm Gioan hiện nay để lại nhiều dấu hiệu cho thấy nó đã được biên soạn qua nhiều giai đoạn khác nhau. Có bằng chứng chắc chắn cho thấy Phúc âm Gioan đã được soạn thảo vào cuối thế kỷ I hay ít là đầu thế kỷ II qua tài liệu Rylands Papyri có từ năm 130 chứa 5 câu trong Phúc âm Gioan (Ga 18, 31-33 và 37-38). Với bản văn Phúc âm hiện có, việc biên soạn cuối cùng không thể có trước năm 70, là năm Do Thái Giáo được tổ chức lại và quy tụ xung quanh các Biệt phái. Trong Phúc âm Gioan có nhắc đến vấn đề những người Do Thái tin vào Đức Giêsu bị trục xuất khỏi hội đường (9, 22 và 16, 2) vì thế Phúc âm Gioan không thể có trước năm 90, cũng không thể biên soạn lâu sau niên biểu này, vì cuộc đối đầu với Do Thái Giáo trong thời gian này rất mạnh. Hầu hết các học giả tin rằng việc viết Phúc âm Gioan được hoàn tất vào năm 90-110.)
Về các giai đoạn hình thành Phúc âm, các tác giả thống nhất với nhau Phúc âm Gioan được biên soạn trong ba giai đoạn chính do trường phái Gioan thực hiện và người môn đệ Chúa yêu là người đứng đầu trường phái này, tuy nhiên sự phân chia này chỉ có tính quy ước và tương đối do không có tài liệu để xác định sự hiện hữu của ba giai đoạn này. Ba giai đoạn có thể tóm tắt như sau: Giai đoạn 1 được gán cho Người môn đệ Chúa yêu, là chứng nhân trực tiếp của biến cố Thương khó và Phục sinh của Đức Giêsu và chính môn đệ này đã viết ra (Ga 21, 24); Giai đoạn 2 do một môn đệ thuộc trường phái Gioan biên soạn sách Phúc âm sơ khởi với kết luận ở Chương 20, Câu 30-31; Giai đoạn 3 do một thành viên trường phái Gioan biên soạn, người này đã biên soạn Chương 21 và viết kết luận thứ hai ở Chương 21, Câu 24-25 (người này có thể đã điều chỉnh, thêm bớt một số đoạn văn trong sách Phúc âm đã có sẵn).

### Địa điểm soạn thảo
Truyền thống cho rằng Phúc âm Gioan được viết tại Êphêsô dựa trên chứng từ của Irênê nhưng khoa phê bình Tin Mừng hiện đại hoàn toàn nghi ngờ về truyền thống này. Lại có quan điểm khác cho rằng Phúc âm Gioan đã được soạn thảo tại Alexandria dựa trên sự kiện sách phúc âm đã có mặt ở đây vào năm 150 và dường như Ai Cập là vùng đất thích hợp để triển khai nền Kitô học về Ngôi Lời. Nhưng đó chỉ là một giả thuyết rất yếu. Một lập trường khác là Antiokia vì có một nền thần học giống nhau giữa Inhaxiô thành Antiokia với thần học Gioan và có nhiều đoạn song song giữa Phúc âm Mátthêu mà theo một số học giả, Mátthêu đã viết phúc âm ở Antiokia hay ở các vùng lân cận. Nhưng điểm này không phải là chứng cứ để nói Phúc âm Gioan đã được viết ở Antiokia.

## Cấu trúc và các chủ đề chính trong Phúc âm Gioan
Phúc âm Gioan bắt đầu tại Chương 1, Câu 1 và kết thúc nguyên thủy tại Chương 20, Câu 30-31. Đa số các nhà chú giải cho rằng chương 21 được thêm vào sau. Các học giả thường chia Phúc âm Gioan thành bốn phần: lời tựa (1, 1–18); cuộc đời và sứ vụ của Chúa Giêsu thường gọi là "sách các dấu lạ" (1, 19–12, 50); bữa ăn tối cuối cùng của Chúa Giêsu và các môn đệ, các diễn từ cáo biệt, cuộc khổ nạn và sự phục sinh của Chúa Giêsu (13, 1–20, 31) thường gọi là "sách vinh quang"; và kết luận nguyên thủy của sách Phúc âm (20, 30–31).
- Phần lời tựa Chương 1, Câu 1 đến 18 cho thấy bản tính thực của Chúa Giêsu, là Ngôi Lời mà từ Người vạn vật được tạo thành và Ngôi Lời đã trở nên người phàm[37], Người đã đến với dân Do Thái nhưng dân Do Thái từ chối đón nhận, còn "những ai đón nhận, tức là những ai tin vào danh Người, thì Người cho họ quyền trở nên con Thiên Chúa." (1, 12)[38];
- Phần còn lại Chương 1 trình bày lời chứng của Gioan Tẩy giả về Chúa Giêsu (1, 19-34) và nhóm môn đệ đầu tiên (1, 35-51);
- Chương 2 cho chúng ta một cái nhìn hai vế về Kitô học gồm hai màn: Chúa Giêsu tỏ mình ra như là đấng Messiah bày tỏ vinh quang của Ngài ở Tiệc cưới Cana (2, 1-12) và ở Jerusalem qua việc đuổi con buôn trong Đền Thờ (2, 13-22)[32];
- Chương 3 và 4 trình bày thái độ của con người trước mạc khải của Chúa Giêsu với ba màn: Nicôđêmô, đại diện của Do Thái Giáo chính thống dù đã mở rộng ra để đón nhận Chúa Giêsu nhưng chưa có được đức tin đích thực, người phụ nữ Samari đại diện cho Do Thái Giáo "lạc đạo" nhưng đã đạt tới niềm tin vào lời của Chúa Giêsu; và viên sĩ quan, có lẽ là Dân ngoại đã tin Chúa Giêsu ngay tức khắc nhờ lời của Người[39];
- Chương 5 đến chương 12 cho thấy xung đột của Chúa Giêsu với người Do Thái chính thống. Ở chương 5 và chương 6, mỗi lần Chúa Giêsu tự mạc khải qua một dấu chỉ thì đều có tranh luận với người Do Thái. Cuộc đối đầu đó trở nên khốc liệt ở chương 7 đến 10 và có sự tố cáo giữa các bên. Việc đối đầu đó kết thúc ở hai cảnh tại chương 11 và chương 12: Chúa Giêsu làm Ladarô sống lại và cuộc vào đền thờ Jerusalem vinh hiển của Chúa Giêsu[40];
- Chương 13 đến chương 17 gồm một trình thuật (13, 1-32), ba diễn từ (13, 33 đến 14, 31; 15, 1 đến 16, 4a; 16, 4b-33) và một lời nguyện (chương 17) có hai chủ đề chính: (1) sự ra đi của Đức Giêsu; và (2) những hệ lụy nảy sinh từ sự ra đi đó.[41] Chương 13 đến 16 là diễn từ từ biệt được đặt trong khung cảnh bữa ăn cuối cùng. Đức Giêsu nói những lời từ biệt, Người mặc khải, khích lệ và dặn dò các môn đệ trước khi bước vào cuộc thương khó.[42] Trong chương 17, Đức Giêsu dâng lời nguyện lên Chúa Cha, báo cáo với Chúa Cha về sứ vụ của Ngài[40];
- Chương 18 và 19 là trình thuật về cuộc khổ nạn và phục sinh của Chúa Giêsu;
- Chương 20 trình bày các lần Chúa Giêsu hiện ra trong ngày Lễ Vượt Qua và ban Thánh Thần[43];
- Phần kết luận cho thấy mục đích của phúc âm, là "để anh em tin rằng Đức Giêsu là Đấng Kitô, Con Thiên Chúa, và để nhờ tin mà được sự sống nhờ danh Người."[44];
- Chương 21 tường thuật sự tỏ mình của Chúa Giêsu với các môn đệ sau khi Người phục sinh tại Galilee, việc đánh bắt 153 con cá, tiên đoán Phêrô bị đóng đinh và số phận người môn đệ Chúa yêu.[44]

## Mối tương quan với Phúc âm Nhất lãm
Clêmentê thành Alexandria tuyên bố rằng Gioan khi nhận ra các tác giả phúc âm khác đã ghi lại các sự kiện lịch sử rồi, thì ông viết một phúc âm có tính linh đạo, dường như từ lâu đã là cách hiểu đầy đủ và chính xác về mối tương quan giữa Phúc âm thứ IV và ba phúc âm kia. Bố cục và nội dung của Phúc âm Gioan khác với các Phúc âm Nhất lãm nhưng khác biệt nổi cộm nhất lại liên quan đến chân dung của Chúa Giêsu, những việc Ngài làm và những vấn đề Ngài nói ra. Cách nói diễn đạt và từ ngữ sử dụng của Chúa Giêsu trong Phúc âm Gioan khác hẳn với Chúa Giêsu trong các Phúc âm Nhất lãm. Người ta có lý mà nói rằng các lời của Đức Giêsu trong Phúc âm Gioan không mang tính Giêsu (jesuanisch) cho bằng mang tính Gioan (johanneisch). Việc Phúc âm Gioan không có trình thuật về Giáng sinh, Tiệc Ly cũng như tất cả các dụ ngôn và Kinh Lạy Cha và hầu hết các trình thuật của Nhất lãm về thừa tác vụ công khai vẫn là nguồn gây rắc rối liên tục cho các nhà chú giải.
Điểm khác biệt độc đáo nữa của Phúc âm Gioan với Nhất lãm là không có lời rao giảng nào về Nước Thiên Chúa cũng như những lời giáo huấn khuyến thiện hay đạo đức như Phúc âm Nhất lãm. Toàn bộ Phúc âm tập trung vào con người Đức Giêsu và vào đức tin, một điều kiện duy nhất của ơn cứu độ. Chúa Giêsu trong Phúc âm Gioan cũng không bị Satan hay ma quỷ cám dỗ cũng như bị âu lo bao phủ như trình thuật về Người trong vườn Giệtsimani của Phúc âm Nhất lãm. Có giả thiết rằng Gioan viết sau các tác giả Phúc âm khác và viết với sự biết rõ các Phúc âm ấy, như việc sử dụng từ ngữ và việc sắp xếp các cụm sự kiện theo thứ tự của Phúc âm Maccô và Luca nhưng không có bằng chứng nào cho thấy để hiểu Phúc âm Gioan đòi hỏi phải hiểu các Phúc âm khác nên không rõ tác giả Phúc âm Gioan có sử dụng Phúc âm Nhất lãm làm nguồn hay không.
Xét về bản văn, có sự khác biệt khá sâu xa giữa Phúc âm Gioan và Phúc âm Nhất lãm, không những khác biệt về phương diện tư tưởng mà còn khác biệt về cách thức tổ chức các dữ liệu. Ngay cả khi có các chất liệu giống nhau như một trình thuật hay một diễn từ, Gioan cũng không sao chép lại truyền thống của Nhất Lãm. Phúc âm Gioan chỉ kể lại 2 trong số 29 phép lạ của Nhất Lãm, đó là phép lạ Hóa bánh ra nhiều và việc Chúa Giêsu đi trên mặt biển. Ngược lại, Phúc âm Gioan trình bày 5 "dấu chỉ" khác không có trong Nhất lãm: biến nước thành rượu (2, 1-11); chữa lành con viên bách quản (4, 46-54); chữa lành người bất toại bên hồ nước (5, 1-9); chữa người mù từ thuở mới sinh (9, 1-7); và phục sinh Ladarô (11, 33-44). Trong các diễn từ khởi từ chương 13-17 không có một diễn từ nào có trong Nhất lãm.
Về yếu tố thời gian, Phúc âm Nhất lãm chỉ nói đến một lần Lễ Vượt Qua là dịp lễ Chúa chịu chết, như Chúa Giêsu chỉ lên Jerusalem có một lần và sứ vụ của Ngài chỉ vỏn vẹn một năm. Ngược lại với Nhất lãm, Phúc âm Gioan trình bày bối cảnh của 5 ngày lễ Do Thái, trong đó có ba Lễ Vượt Qua (2, 1; 6, 4; 11, 55 và 12, 1-12), Chúa Giêsu lên Jerusalem ít nhất là 5 lần với thời gian sứ vụ của Ngài ít nhất là hai năm. Thời điểm Chúa Giêsu chịu khổ nạn trong Phúc âm Gioan trước Lễ Vượt Qua trong khi Phúc âm Nhất lãm mô tả cuộc khổ nạn diễn ra sau buổi ăn Lễ Vượt Qua. Sự kiện Chúa Giêsu tẩy uế đền thờ trong Phúc âm Gioan diễn ra vào lúc bắt đầu sứ vụ của Ngài, trong khi của Phúc âm Nhất lãm là vào thời điểm gần kết thúc.

## Đặc tính văn chương Phúc âm Gioan
Gioan thường sử dụng các từ ngữ với một ý nghĩa rất cô đọng, chất chứa nhiều ý nghĩa trên một từ ngữ, như khi nói về ngày thứ 3 ở tiệc cưới Cana, trong 6 chum nước, thì các yếu tố này có một ý nghĩa đặc biệt, độc giả phải khám phá ra ý nghĩa của những từ ngữ này. Gioan cũng sử dụng nhiều từ ngữ "gây hiểu lầm", khi Chúa Giêsu nói một điều, người đối thoại không hiểu từ ngữ đúng theo ý Chúa muốn nói, tỏ ra ngây thơ, không hiểu hoặc bị giới hạn. Nghệ thuật này tạo ra một khoảng trống để tác giả đưa một diễn từ, hay trình bày một cái gì đó một cách chi tiết hơn. Nghệ thuật này cũng cho thấy chỉ có một mình Chúa Giêsu là Đấng Mạc Khải, còn mọi nhân vật khác đều là những người không biết gì về thực tại trước mắt. Thường là các từ ngữ có thể hiểu theo hai cách, nghĩa đen hay nghĩa bóng.
Gioan còn sử dụng nghệ thuật châm biếm. Nghệ thuật này là cách thức làm cho người ta hiểu ngược lại, hay hiểu một điều khác với điều người ta hiểu bản văn theo mặt chữ. Trong Phúc âm Gioan, nghệ thuật châm biếm thường mang hình thức một mệnh đề có vẻ đúng ở một bình diện nhưng ở mức độ sâu xa hơn lại là điều không đúng, như trong cuộc đối thoại của Chúa Giêsu và Nicôđêmô. Đôi khi nghệ thuật châm biếm còn cho ta hiểu một cách gián tiếp một chân lý Kitô học mà những người thù nghịch với Chúa Giêsu phát biểu (ví dụ Ga 11, 49-50).
Gioan còn sử dụng các ngôn ngữ biểu tượng qua các dấu chỉ trong thế giới này, để nói về thế giới trên cao. Trong Phúc âm Gioan, đó là hai thứ dấu chỉ, một cái ở đời này, một cái ở đời sau. Thế nhưng mọi dấu chỉ đều có hai ý nghĩa: tác hiệu (cái biểu đạt) và thụ hiệu (cái được biểu đạt), như bánh là tác hiệu và sự sống là thụ hiệu. Ngoài ra còn có những giá trị đại diện của một số nhân vật như Nicôđêmô đại diện cho giới lãnh đạo Do Thái hay người phụ nữ Samari là đại diện cho người Samari được coi là dị giáo hay lạc giáo.